# Nationale Bank Tsjechië
De Nationale Bank Tsjechië (Tsjechisch: Česká národní banka) is de centrale bank van Tsjechië.
Deze bank is op 1 januari 1993 opgericht en behoort tot het Europees Stelsel van Centrale Banken, maar ligt buiten de Eurozone.